# Dolichandrone
Dolichandrone (Fenzl) Seem., es un género con 25 especies de árboles pertenecientes a la familia Bignoniaceae.

## Taxonomía
El género fue descrito por (Fenzl) Seem.  y publicado en Annals and Magazine of Natural History, ser. 3 10: 31. 1862.

## Especies
| - Dolichandrone alba - Dolichandrone alternifolia - Dolichandrone arcuata - Dolichandrone atrovirens - Dolichandrone brunonis - Dolichandrone cauda-felina - Dolichandrone columnaris - Dolichandrone crispa | - Dolichandrone falcata - Dolichandrone filiformis - Dolichandrone heterophylla - Dolichandrone hildebrandtii - Dolichandrone hirsuta - Dolichandrone latifolia - Dolichandrone lawii - Dolichandrone longissima | - Dolichandrone lutea - Dolichandrone obtusifolia - Dolichandrone platycalyx - Dolichandrone rheedii - Dolichandrone serrulata - Dolichandrone smithii - Dolichandrone spathacea - Dolichandrone stipulata - Dolichandrone tomentosa |